# خوتعية
الخوتعية (الاسم العلمي: Calliphorinae)، فُصيلة حشرات من رتبة ذوات الجناحين وفصيلة الخوتعيات.